# Gibbs Island
Gibbs Island är en ö i ögruppen Sydshetlandsöarna i Antarktis.. Argentina, Chile och Storbritannien gör anspråk på området.